# Râul Costești, Bistrița
Costești este un râu din județul Vâlcea, fiind un afluent pe stânga al Bistriței. Are o lungime de 18 km și un bazin hidrografic ce se întinde pe 45 km2.